# Safety (pozycja)
Safety – pozycja zawodnika formacji obrony drużyny futbolu amerykańskiego i kanadyjskiego.
Ten tylny obrońca stoi zazwyczaj w odległości 10-15 jardów od linii wznowienia gry, w zależności od swojej szybkości i szyku formacji obrony. Jego zadaniem jest niedopuszczanie do udanej akcji ofensyjnej skrzydłowych i biegaczy, jeśli uda się im ominąć wspomagających obrony i cornerbacków.
Zawodnicy na tej pozycji są zwinni, zręczni i czujni. Mają dobre rozeznanie pola i potrafią przewidzieć rodzaj akcji ofensywnej na podstawie rodzaju formacji ataku.